# Brachypelma fossorium
Brachypelma fossorium är en spindelart som beskrevs av Valerio 1980. Brachypelma fossorium ingår i släktet Brachypelma och familjen fågelspindlar.
Artens utbredningsområde är Costa Rica. Inga underarter finns listade.